# Michał Stasiak
Michał Stasiak (Zduńska Wola, 12 marzo 1981) è un calciatore polacco, difensore del Flota Świnoujście.

## Carriera

### Club
Il 25 maggio 2011 si svincola dallo Zagłębie Lubin e nel luglio del 2011 firma per lo Skoda Xanthi.

### Nazionale
Debutta in nazionale il 14 febbraio 2003 nella vittoria casalinga per 3-0 contro la nazionale macedone.

## Statistiche

### Cronologia presenze e reti in nazionale
| Cronologia completa delle presenze e delle reti in nazionale ― Polonia | Cronologia completa delle presenze e delle reti in nazionale ― Polonia | Cronologia completa delle presenze e delle reti in nazionale ― Polonia | Cronologia completa delle presenze e delle reti in nazionale ― Polonia | Cronologia completa delle presenze e delle reti in nazionale ― Polonia | Cronologia completa delle presenze e delle reti in nazionale ― Polonia | Cronologia completa delle presenze e delle reti in nazionale ― Polonia | Cronologia completa delle presenze e delle reti in nazionale ― Polonia |
| Data                                                                   | Città                                                                  | In casa                                                                | Risultato                                                              | Ospiti                                                                 | Competizione                                                           | Reti                                                                   | Note                                                                   |
| ---------------------------------------------------------------------- | ---------------------------------------------------------------------- | ---------------------------------------------------------------------- | ---------------------------------------------------------------------- | ---------------------------------------------------------------------- | ---------------------------------------------------------------------- | ---------------------------------------------------------------------- | ---------------------------------------------------------------------- |
| 14-2-2003                                                              | Spalato                                                                | Polonia                                                                | 3 – 0                                                                  | Macedonia                                                              | Trofej Marjana Tournament 2003                                         | -                                                                      |                                                                        |
| 14-12-2003                                                             | Ta' Qali                                                               | Lituania                                                               | 1 – 3                                                                  | Polonia                                                                | Amichevole                                                             | -                                                                      |                                                                        |
| 11-7-2004                                                              | Chicago                                                                | Stati Uniti                                                            | 1 – 1                                                                  | Polonia                                                                | Amichevole                                                             | -                                                                      |                                                                        |
| Totale                                                                 |                                                                        | Presenze                                                               | 3                                                                      |                                                                        | Reti                                                                   | 0                                                                      |                                                                        |

## Palmarès

### Club

#### Competizioni nazionali
- Campionato polacco: 1

Zagłębie Lubin: 2006-2007
- Supercoppa di Polonia: 1

Zagłębie Lubin: 2007